# 미카엘리스-멘텐 반응속도론

효소 반응시 기질의 농도에 따른 초기 반응속도

미카엘리스-멘텐 반응속도론(영어: Michaelis–Menten kinetics) 또는 미하엘리스-멘텐 반응속도론은 생화학에서 가장 잘 알려진 효소 반응속도론에 관한 모델 중 하나이다. 기질 농도에 따른 효소의 초기 반응속도의 그래프를 대수적으로 나타내는 방법이다. 방정식의 이름은 독일의 생화학자 리어노어 미하엘리스와 캐나다의 의사 모드 멘텐에서 따온 것이다.
{\displaystyle v={\frac {d[P]}{dt}}={\frac {V_{\max }{[S]}}{K_{\mathrm {M} }+[S]}}.}
이 식을 미카엘리스-멘텐 식(영어: Michaelis-Menten equation)이라고 부른다.
{\displaystyle [S]} : 기질(반응물, Substrate) S의 농도,
{\displaystyle [E]} : 효소(Enzyme) E의 농도,
{\displaystyle [ES]} : 효소-기질 복합체의 농도(Enzyme-Substrate complex),
{\displaystyle [P]} : 생성물(Product)의 농도,
{\displaystyle V_{max}} : 최대 반응속도,
{\displaystyle K_{\mathrm {M} }} : 미하엘리스 상수.

## 유도
효소-기질의 반응을 통해 생성되는 물질에 대해서 화학 반응식으로 표현하면,
{\displaystyle E+S\,{\overset {k_{f}}{\underset {k_{r}}{\rightleftharpoons }}}\,ES\,{\overset {k_{\mathrm {cat} }}{\longrightarrow }}\,E+P}
이라고 쓸 수 있고, 이 경우 위의 반응식을 시간에 따른 변화량으로 표현하기 위해, 상미분방정식을 이용하면,
{\displaystyle {\begin{aligned}{\frac {d[E]}{dt}}&=-k_{f}[E][S]+k_{r}[ES]+k_{cat}[ES]\\{\frac {d[S]}{dt}}&=-k_{f}[E][S]+k_{r}[ES]\\{\frac {d[ES]}{dt}}&=k_{f}[E][S]-k_{r}[ES]-k_{cat}[ES]\\{\frac {d[P]}{dt}}&=k_{cat}[ES].\end{aligned}}}
이라고 쓸 수 있다. 이때, "효소의 양은 반응 전후에 일정"하기 때문에, {\displaystyle [E]+[ES]=[E]_{0}}라는 조건을 유도할 수 있다.

### 평형점사(Equilibrium approximation)
화학 반응에서 화학 평형점에 도달 할 경우, "생성물이 만들어지는 반응속도와 이 물질이 다시 분해되는 속도는 같다"는 정보를 이용할 수 있다. 즉 위의 반응이 충분한 시간이 흘러 반응이 평형점(Equilibrium point)에 있다고 가정하면,
{\displaystyle k_{f}[E][S]-k_{r}[ES]-k_{\mathrm {cat} }[ES]=0}
가 성립하며, "효소의 양은 반응 전후에 일정하다"라는 조건을 통해서
{\displaystyle [E]=[E]_{0}-[ES].}
라는 식을 얻을 수 있다. 이 두 식을 연립하면,
{\displaystyle k_{f}([E]_{0}-[ES])[S]-k_{r}[ES]-k_{\mathrm {cat} }[ES]=0}
그리고 {\displaystyle [ES]}에 대해서 식을 정리하면,
{\displaystyle [ES]={\frac {[E]_{0}[S]}{{\frac {k_{r}+k_{\mathrm {cat} }}{k_{f}}}+[S]}}}
라는 식을 얻을 수 있다. 이때, :{\displaystyle K_{\mathrm {M} }={\frac {k_{r}+k_{\mathrm {cat} }}{k_{f}}}} 이라 정의하고, 이를 미카엘리스 상수라고 한다.
따라서 최종 생성물의 반응속도는,
{\displaystyle v={\frac {d[P]}{dt}}={\frac {V_{\max }{[S]}}{K_{\mathrm {M} }+[S]}}.}
이라고 표현 할 수 있고, 이때 {\displaystyle V_{\max }=k_{\mathrm {cat} }[E]_{0}}이다. 이 식을 미카엘리스-멘텐 식이라고 한다.

## 결론
소량일 때 효소의 농도에 비례하며, 기질의 농도가 과량일 때 일정한 한계 속도에 접근한다. 기질의 농도가 {\displaystyle K_{m}}일 때 초기 반응속도는 포화 속도의 절반인 {\displaystyle 0.5V_{max}}이다.

## 라인위버-버크 방정식
라인위버-버크 방정식(Lineweaver-Burk equation) 또는 이중-역수 플룻(Double-reciprocal plot)은 미하엘리스-멘텐 식으로부터 유도된다.
{\displaystyle {1} \over {V_{0}}} {\displaystyle =} {\displaystyle {K_{M}} \over {V_{max}[S]}} {\displaystyle +} {\displaystyle {1} \over {V_{max}}}

## 이디-호프스티 다이어그램
이디-호프스티 다이어그램(Eadie-Hofstee diagram)도 미하엘레스-멘텐 식으로부터 유도된다. 

## 같이 보기
- 반응 진행 속도론 분석
- 효소 저해제 (enzyme inhibitor)